# John Banting

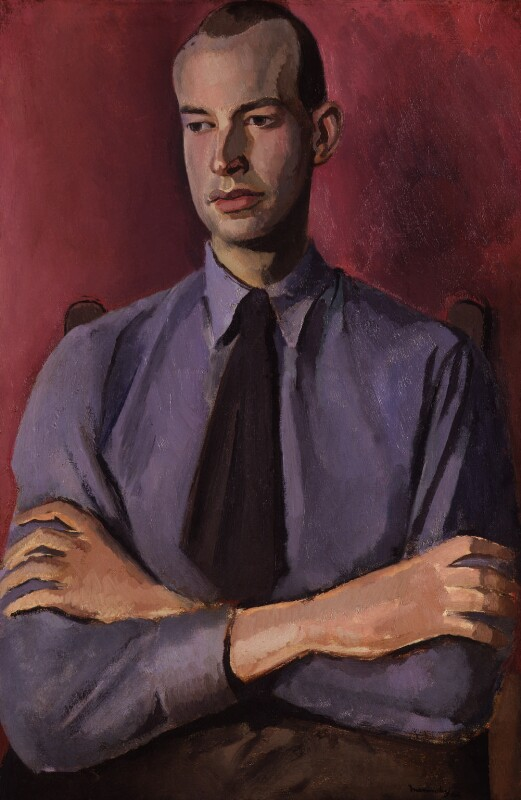
Bernard Meninsky (1891–1950): Porträt von John Banting, 1924. National Portrait Gallery, London

John Banting (* 12. Mai 1902 in Chelsea, London; † 30. Januar 1972 in Hastings, England) war ein britischer Maler, Grafiker und Schriftsteller des Surrealismus, der der Bloomsbury Group angehörte. Seine Werke zeichnen sich durch satirische Elemente und eine kritische Auseinandersetzung mit gesellschaftlichen Themen aus.

## Leben
John Banting wurde in Chelsea, London, als Sohn eines Buchbinders und einer Lehrerin geboren. Schon früh interessiert er sich für Kunst und Literatur, beeinflusst vom Vortizismus. 1921 beginnt er ein Studium an der Westminster School of Art bei Bernard Meninsky und setzt seine Ausbildung ab 1922 an freien Akademien in Paris fort, darunter die Académie de la Grande Chaumière und an der Académie Colarossi. 1925 eröffnete er ein Atelier in der Fitzroy Street in London und knüpfte Kontakte zur Bloomsbury Group. In den 1930er Jahren reiste John Banting nach Paris, wo er mit führenden Surrealisten wie André Breton, Marcel Duchamp und Alberto Giacometti zusammentraf. Diese Begegnungen hatten großen Einfluss auf seine künstlerische Entwicklung. 1931 stellte er erstmals surrealistische Werke in der Londoner Wertheim Gallery aus. 1936 nahm er an der International Surrealist Exhibition in London teil und wurde 1938 von Marcel Duchamp zur Exposition Internationale du Surréalisme nach Paris eingeladen. Banting engagierte sich politisch und reiste 1931 mit Nancy Cunard nach Harlem, um über Rassismus und Bürgerrechte zu diskutieren. Er steuerte Gedichte zur Negro Anthology (1935) bei. Während des Spanischen Bürgerkriegs reiste er 1937 nach Madrid und versuchte, sich den Internationalen Brigaden anzuschließen. Während des Zweiten Weltkriegs arbeitete er als künstlerischer Leiter für die Strandfilme des britischen Informationsministeriums und war Herausgeber der linksgerichteten Zeitschrift Our Time. 1942 gab er zusammen mit Nancy Cunard die Anthologie Salvo for Russia heraus.
Nach dem Krieg lebte Banting vorübergehend in Irland und später in Rye, Sussex, in der Nähe seines Freundes Edward Burra. In den 1950er Jahren zog er nach Hastings, wo er bis zu seinem Tod 1972 lebte.

## Werk
John Bantings Werk ist geprägt von surrealistischen Elementen, satirischer Kritik und politischen Themen. Er arbeitete mit verschiedenen Techniken, darunter Linol- und Holzschnitte, oft in leuchtenden Farben und mit markanten Linien. Zu seinen bekanntesten Werken gehören:
- Figure with Heart (1930)
- Explosion (1931)
- Snake in the Grass (1931)
- Triplets (1932)
- Her Ladyship Rewarded (1933)
- One Man Band (1934)
- Negro Guitarist (1935)
- Seven Figured Exercise (1940)

Neben der Malerei gestaltete Banting Buchumschläge, unter anderem für die Hogarth Press von Leonard und Virginia Woolf. 1946 veröffentlichte er A Blue Book of Conversation, eine Sammlung satirischer Gedichte mit eigenen Illustrationen.